# Billy the Wizard: Rocket Broomstick Racing
Billy the Wizard: Rocket Broomstick Racing é um jogo de corrida da desenvolvedora/públicadora inglesa Data Design Interactive. O jogo foi primeiramente lançado para PlayStation 2 e PC em janeiro de 2006, enquanto a versão do Wii foi lançada em 14 de agosto de 2007. O jogo tem múltiplos reviews.
No jogo, o jogador controla magos durante o evento Broomstick Grand Prix. O jogo envolve atirar feitiços contra os oponentes com poderes mágicos, e coletar munições extras durante o percurso.
O jogo possui mais de 40 estágios divididos em 5 níveis, com 8 personagens jogáveis.